# 渋川ショッピングプラザ

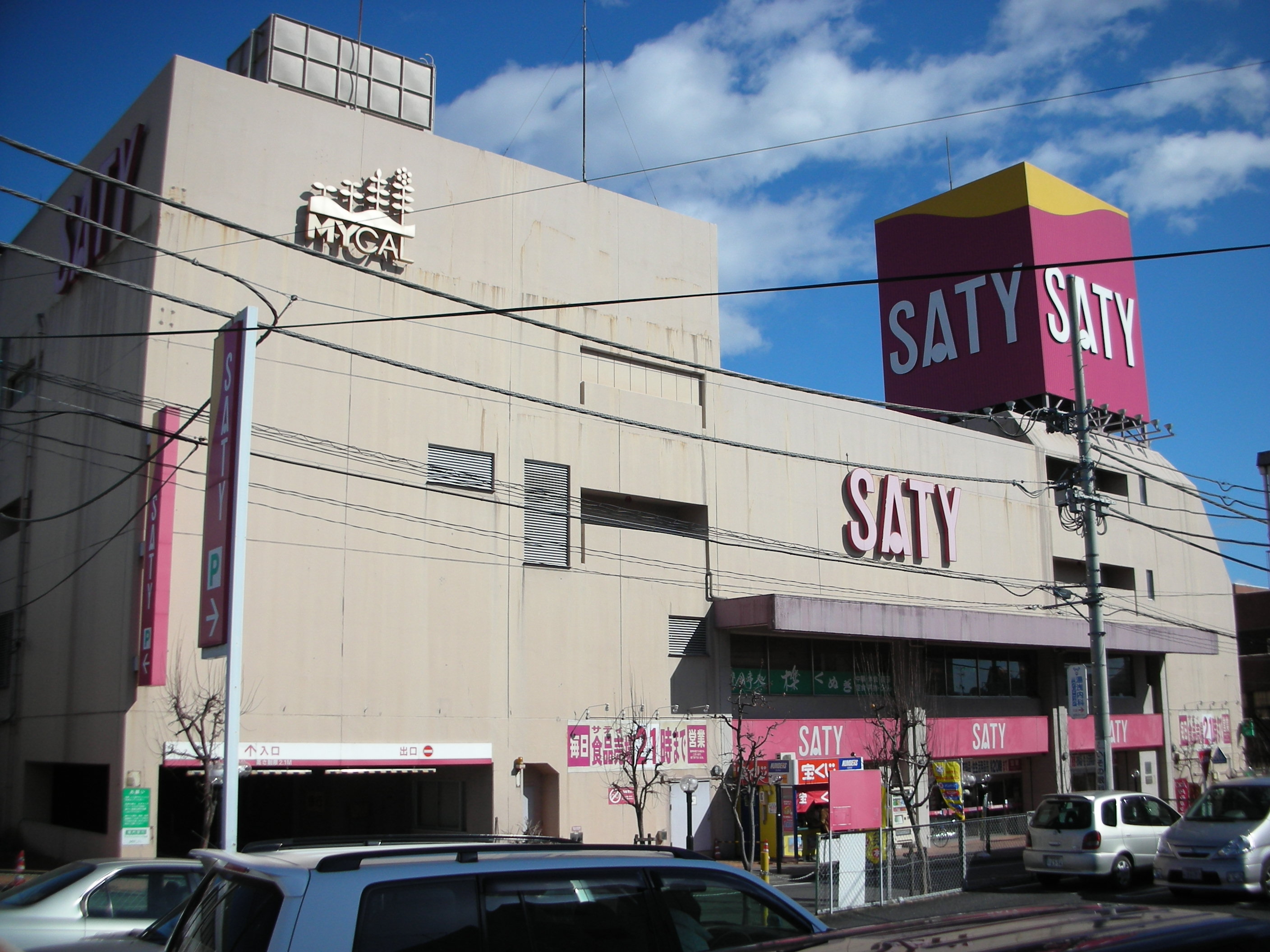
前身となる渋川サティ

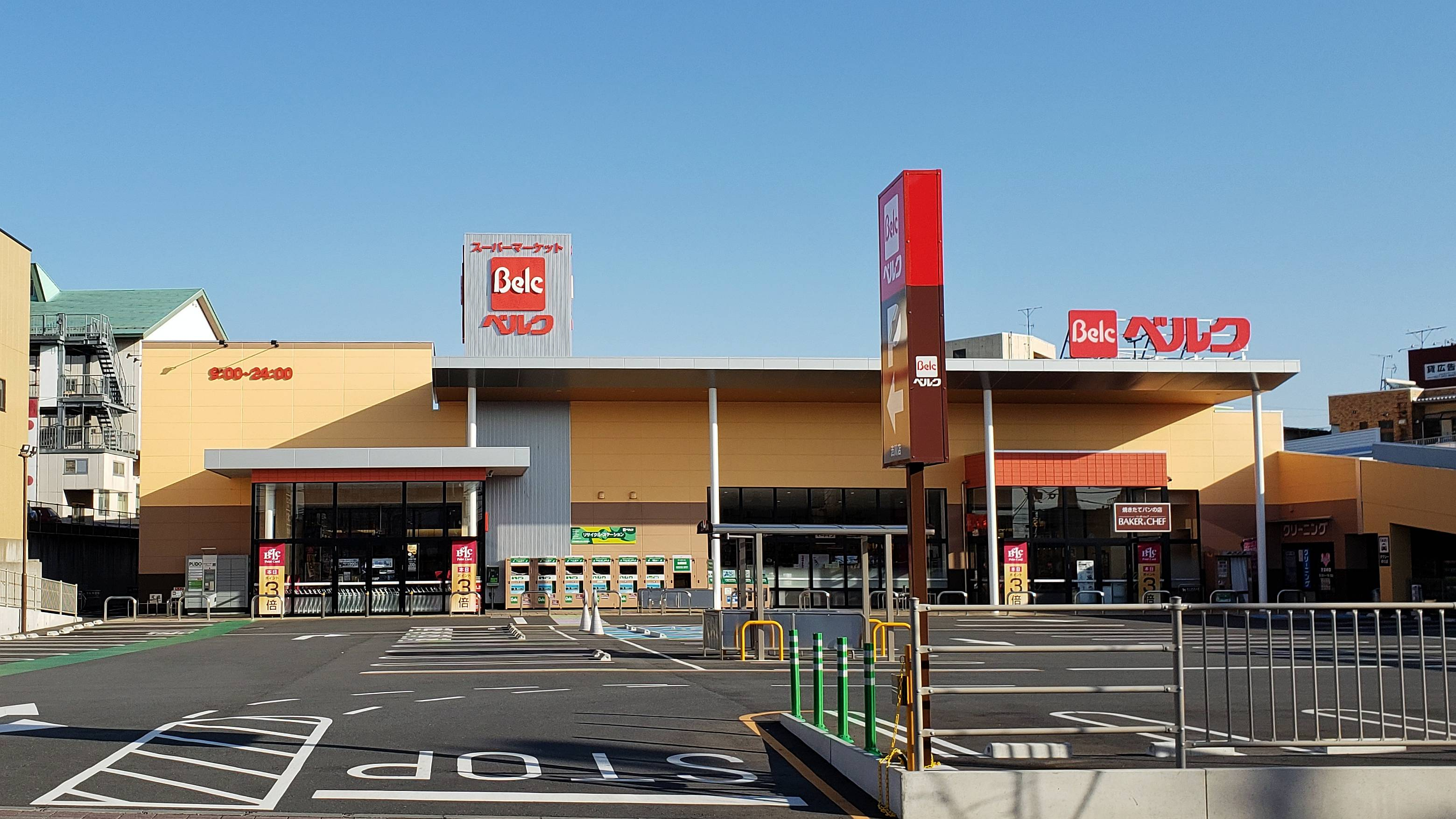
跡地に出店したベルク渋川店

渋川ショッピングプラザ（しぶかわショッピングプラザ）は、群馬県渋川市渋川にかつて存在した複合商業施設である。
2009年（平成21年）7月31日をもって閉店した渋川サティ跡に、同年10月29日に開業した。

## 概要
東日本旅客鉄道（JR東日本）上越線・吾妻線 渋川駅付近の中心市街地に立地していた。建物は地上3階建てで、屋上駐車場を備えていた。略称はSSPであった。
1980年（昭和55年）11月29日に、ニチイ渋川店として開業したのが始まりである。
核店舗のニチイ渋川店はその後業態転換し、渋川サティとして営業していたが、郊外へのスーパーなどの進出による競争激化や中心市街地の衰退と建物の老朽化を理由に、2009年（平成21年）7月31日をもって閉店した。
その後、後継の核店舗として食品スーパーのパワーセンターうおかつを1階に入居させ、2009年（平成21年）10月29日に渋川ショッピングプラザとして新たなスタートを切った。
しかし、テナントの撤退により営業区画が次第に縮小され、最後に残ったパワーセンターうおかつも2016年（平成28年）6月30日をもって撤退したため完全閉館となった。建物解体後、跡地にはベルク渋川店とコインランドリーが出店した。

## 沿革
- 1980年（昭和55年）11月29日 - ニチイが渋川倉庫ビルを賃借し、ニチイ渋川店が開店[4]。
- 1995年（平成7年）- ニチイ渋川店が渋川サティに業態転換。
- 2009年（平成21年）
  - 1月22日 - マイカルが渋川サティの閉鎖を公表。
  - 6月5日 - 閉店に向けて店じまい売りつくしセールを開始。
  - 7月31日 - 午後6時をもって渋川サティが閉店[3]。
  - 10月29日 - 渋川ショッピングプラザとして再開業[1]。
- 2016年（平成28年）
  - 2月22日 - 専門店が全て撤退。屋上駐車場は閉鎖される。
  - 6月30日 - パワーセンターうおかつの撤退により完全閉館。
  - 10月6日 - 建物の解体が始まる[9]。
- 2017年（平成29年）10月29日 - 跡地にベルクが開業[注釈 1][8]。

## テナント
主なテナントは以下の通り。なお、下記テナントは全て渋川ショッピングプラザの開業と同時に開店している。また、パワーセンターうおかつ以外は全て2016年（平成28年）2月22日までに閉店している。
- パワーセンターうおかつ[3]（1階）- スーパーマーケット
- くすりの赤心堂みやまえ（1階） - 医薬品
- プラリネ（1階）- パン屋
- meets（2階）- 100円ショップ

## フロア構成
| 階   | フロア概要                     |
| ---- | ------------------------------ |
| 屋上 | 屋上駐車場                     |
| 3階  | （閉鎖）                       |
| 2階  | 専門店                         |
| 1階  | パワーセンターうおかつ・専門店 |

## 渋川サティ
渋川サティ（しぶかわサティ）は、渋川ショッピングプラザの前身となる商業施設。株式会社マイカル（現・イオンリテール）が運営していた。正式名称は「渋川ショッピングセンター」であった。
店舗面積7,721m2の建物にはサティの他に22店舗のテナントが入居しており、430台の駐車場を備えていた。営業時間は1階の食品売場が午前9時から午後9時まで、2階・3階の衣料品売場・住生活用品売場が午前9時から午後8時までであった。
1980年（昭和55年）11月29日にニチイ渋川店として開店し、1995年（平成7年）に渋川サティへ業態転換した後、2009年（平成21年）7月31日に閉店した。

### 主なテナント

#### 1階
- マクドナルド（ファストフード）
- 群馬銀行（ATM）
- くすりの赤心堂みやまえ（医薬品）
- おしゃれ工房（衣類リフォーム）
- 市民ふれあいプラザ

#### 2階
- くぬぎ（レストラン）

#### 3階
- キャンドゥ（100円ショップ）
- ゲームセンター

## 交通アクセス

### 自家用車
- 関越自動車道渋川伊香保ICより国道17号を新潟方面へ直進、「中村三差路」交差点を左折、約2.2km

### 鉄道
- 上越線・吾妻線渋川駅下車、徒歩約5分

## 周辺の商業施設
- 西友入沢店（西へ約2km）
- とりせん渋川店（南へ約2km）
- フレッセイ阿久津店（北へ約2.3km）
- ベイシア渋川店（南へ約3km）

## 交通アクセス

### 自家用車
- 関越自動車道渋川伊香保ICより国道17号を新潟方面へ直進、「中村三差路」交差点を左折、約2.2km

### 鉄道
- 上越線・吾妻線渋川駅下車、徒歩約5分